# Allamanda puberula
Allamanda puberula é uma espécie de plantas com flores. Foi descrito pela primeira vez por A. Dc. Allamanda puberula pertence ao gênero Allamanda e à família Apocynaceae.
Este tipo de planta pode ser encontrado em:
- Nordeste e Sudeste do Brasil
  - Pernambuco (estado do Brasil)
  - Bahia (estado)
  - Minas Gerais

Não há tipos listados como este.